# ターゲット市場
ターゲット市場 (英: target market)、または標的市場とは、事業のサービス可能で利用可能な市場規模の中の顧客グループであり、マーケティング資源を透過する対象となる。ターゲット市場は、製品またはサービスの市場全体の一部である。ターゲットセグメント (target segment) 、対象購買層とも呼ばれる。
ターゲット市場は通常、同様の特性（年齢、場所、収入、ライフスタイルなど）を示し、企業の商品を購入する可能性が最も高い、または企業がサービスを提供するための最も収益性の高いセグメントであると考えられる消費者で構成される。
ターゲット市場が特定されると、企業は通常、ターゲットのニーズと期待を念頭に置いてマーケティングミックス（4 P）を調整する。これには、典型的な消費者の動機、購入習慣、メディアの使用パターンに関する深い洞察を得るために、追加の消費者調査を実施することが含まれる場合がある。
適切なターゲット市場の選択は、市場細分化プロセスの最終ステップの1つである。ターゲット市場の選択は、事業の最大の可能性を秘めたセグメントを特定するための基礎研究を実施した後、マーケティング担当者の判断に大きく依存する。
時折、企業はその活動の焦点として複数のセグメントを選択することがある。その場合、通常、プライマリターゲットとセカンダリターゲットに分ける。プライマリターゲット市場は、マーケティング活動が主に向けられ、より多くのリソースが割り当てられる市場セグメントであるが、セカンダリ市場は、多くの場合、より小さなセグメントであるか、製品の成功にとってそれほど重要ではない。
「適切な」ターゲット市場を選択することは、複雑で難しい決定である。ただし、この決定を支援するために、多くのヒューリスティックが開発されている。

## 定義
ターゲット市場は、組織がそのグループのニーズと好みに適したマーケティングミックスを設計、実装、および維持する顧客のグループ（個人、世帯、または組織）である。 
特定のセグメントを識別して選択するターゲットマーケティングは、マスマーケティングの手法とは対照的である。 ターゲティング、またはターゲット市場の選択は、セグメンテーションプロセス中にマーケターやビジネスアナリストが下す多くの決定の1つである。
実際に使用されるターゲット市場の例は次の通りである。 
- ロールスロイス（自動車）：究極の威信と贅沢を求めている裕福な個人
- ドゥーニー＆バークのハンドバッグ：35歳未満の10代の少女と若い女性

## ターゲット市場の選択
ターゲット市場を選択する際の重要な考慮事項は、顧客のニーズがセグメンテーションとターゲティングを正当化するのに十分に異なるかどうかである。市場全体で顧客のニーズが比較的類似している場合、非差別型アプローチが適している可能性がある。一方、顧客のニーズがセグメント間で異なる場合は、差別型（つまりターゲットを絞った）アプローチが必要となる。場合によっては、セグメンテーション分析の結果、どのセグメントも事業対象にならず、会社が市場に参入しないことを決定することもある。 
マーケティング担当者が複数の市場に参入する場合、セグメントには多くの場合、プライマリターゲット市場とセカンダリターゲット市場のラベルが付けられる。プライマリ市場は、マーケティング活動の主な焦点として選択されたターゲット市場であり、会社のリソースのほとんどがプライマリーターゲットに割り当てられる。セカンダリターゲット市場は、一次市場ほど大きくはないが、成長の可能性があるセグメントの場合である。あるいは、セカンダリターゲットグループは、おそらく購入額、購入頻度、またはロイヤルティのために、販売量の比較的高い割合を占める少数の購入者で構成されることもある。 
市場の評価に関しては、3つの重要な考慮事項が不可欠である。 
- セグメントのサイズと成長
- セグメントの構造的魅力
- 会社の目的とリソースとの互換性

## セグメント化とターゲティングのための戦略
マーケターは、ターゲット市場のセグメンテーションと識別に対する以下の5つの基本戦略を活用する。非差別型マーケティングまたはマスマーケティング、差別型マーケティング、集中型マーケティング（ニッチマーケティング）、マイクロマーケティング（ハイパーセグメンテーション）、ダイレクトマーケティングである。

### マスマーケティング（非差別型マーケティング）
マスマーケティングは、マーケターがターゲット市場に知ってもらいたい1つのメッセージを宣伝するために、できるだけ多くの人々をターゲットにする方法である（Ramya＆Subasakthi）。非差別型マーケティングとも呼ばれる。テレビが最初に登場したとき、ほとんどすべてのコマーシャルキャンペーンで差別化されていないマーケティングが使用され、1つのメッセージが大勢の人々に広まった。当時テレビで再生されたコマーシャルの種類は、視聴者を笑わせようとするものとよく似ていた。これらの同じコマーシャルは、できるだけ多くの視聴者をターゲットにするために、数週間/数カ月にわたって放送されていた。多くの視聴者に届くということは、差別化されていないマーケティングの肯定的な側面の1つでもある。しかし、マスマーケティングには、誰もが同じことを考えているわけではないため、多くの人に同じメッセージを伝えることは非常に難しいというマイナス面もある（Ramya＆Subasakthi）。

### 差別型マーケティング戦略
差別型マーケティングは、ターゲット市場内の特定のグループの人々にアピールするために、さまざまなメッセージを宣伝する慣行である（Ramya＆Subasakthi）。しかし、差別型マーケティングは、成功するために多くのお金を必要とする。異なるメッセージを宣伝するために毎回メッセージが変更されるため、異なるメッセージを宣伝するために毎回費用がかかることになる。差別型マーケティングはまた、多くの異なるメッセージをマーケティングするためのアイデアやプレゼンテーションを考え出すのに時間がかかるため、多くの時間とエネルギーを必要とする。また、この方法を使用するには多くのリソースが必要となる。しかし、さまざまなメッセージがターゲットの人々のグループにうまく到達し、宣伝されているメッセージに従うようにターゲットの人々のグループをうまく動機付けることができるので、差別型マーケティングに常に、お金とリソースを投資することは価値がある（Ramya ＆Subasakthi）。

### ニッチマーケティング (集中型マーケティング)
ニッチマーケティングは、特定のターゲット市場でのみ製品やサービスを販売することに焦点を当てた事業が使う方法である。集中型マーケティングとも呼ばれる。中小企業にとって魅力的であるにもかかわらず、ニッチマーケティングは、企業が成功するために特定のターゲット市場に到達するために徹底的かつ詳細な調査を必要とする可能性があるため、難しいマーケティング戦略であると強く考えられている。 
（Caragher、2008）によると、 ニッチマーケティングとは、企業が製品とマーケティングを提供する特定の側面または消費者グループに焦点を当てることである。これは、企業が1つの特定のニッチに、すべてのリソースとスキルをつぎ込むことを意味する。ニッチマーケティングは、主要なリソースを特定し、マーケティング担当者に焦点を当てて情報を提示するための特定のカテゴリを提供するため、多くの企業にとって最も成功したマーケティング戦略の1つになっている。これにより、企業は同じグループをターゲットとする他の大企業よりも競争上の優位性を持つことができる。その結果、より高い利益率を生み出すこととなる。中小企業は通常、この方法を実装しているため、特定の側面に集中し、そのセグメントを完全に優先することができ、大企業との競争を行う際に役立つことになる。 

### マイクロマーケティング
パーソナライズドマーケティング、One-to-oneマーケティングとも呼ばれる。

### ダイレクトマーケティング
ダイレクトマーケティングは、企業が顧客のニーズや欲求に直接マーケティングできる方法であり、消費者の消費習慣と潜在的な利益に焦点を当てている。企業は、ダイレクトマーケティングのコミュニケーションチャネルを使用して、既存の消費者と対話し、連絡を取る（Asllani＆Halstead、2015）。ダイレクトマーケティングは、さまざまな方法で消費者データを収集することによって行われる。例として、インターネットやFacebook、Twitter、Snapchatなどのソーシャルメディアプラットフォームがある。これらは、組織がデータを収集して消費者が何を好むかを知り、組織がターゲット市場の要望や関心に応えるオンラインサービスである（Lund＆Marinova、2014）。このマーケティング方法は、組織がより効果的なプロモーション戦略を考え出し、顧客の好みにより正確なプロモーションオファーをより適切にカスタマイズできるようになるため、ますます人気が高まっている。また、組織がリソースをより効果的に使用できるようになる。また、効率的かつ顧客管理関係を改善する。組織がダイレクトマーケティングで使用する重要なツールは、 RFMモデル（最新性-頻度-金銭的価値）である（Asllani＆Halstead、2015）。ダイレクトマーケティングには様々な利点があるが、コストも多くかかる可能性があり、予算の制約がある組織が利用する際には課題となる。